# Mustla, Viljandimaa
Mustla är en småköping (estniska: alevik) som utgör centralort i  Tarvastu kommun i landskapet Viljandimaa i södra Estland.